# John Kinsella
John Pitann Kinsella (ur. 26 sierpnia 1952 w Oak Park) – amerykański pływak. Dwukrotny medalista olimpijski.
Specjalizował się w stylu dowolnym. Brał udział w dwóch igrzyskach (IO 68, IO 72. W 1968 zajął drugie miejsce na dystansie 1500 metrów kraulem, cztery lata później został mistrzem olimpijskim w sztafecie 4 × 200 metrów stylem dowolnym. Pobił 4 rekordy świata, m.in. w 1970 jako pierwszy pływak przełamał granicę 16 minut  na dystansie 1500 metrów kraulem. Zdobył 6 tytułów mistrzowskich w NCAA. W 1986 został przyjęty do International Swimming Hall of Fame.